# Liste des secrétaires généraux délégués de l'OTAN
Le secrétaire général délégué de l'OTAN (en anglais : Deputy Secretaries General) est le sous-chef officiel de l'Organisation du traité de l'Atlantique nord (OTAN). 
il a pour rôle d'assister le secrétaire général et le remplace en son absence. Le secrétaire général délégué est également le président de plusieurs comités, groupes ad hoc et groupes de travail de haut niveau.
De façon plus générale, l'ensemble du Secrétariat international du siège de l'OTAN apporte son soutien - direct ou indirect - au secrétaire général.

## Liste des secrétaires généraux délégués de l'OTAN
| Liste des secrétaires généraux délégués de l'OTAN | Liste des secrétaires généraux délégués de l'OTAN | Liste des secrétaires généraux délégués de l'OTAN | Liste des secrétaires généraux délégués de l'OTAN |
| Nom                                               | Pays                                              | Mandat                                            |                                                   |
| ------------------------------------------------- | ------------------------------------------------- | ------------------------------------------------- | ------------------------------------------------- |
| Jonkheer van Vredenburch                          | Pays-Bas                                          | 1952–1956                                         |                                                   |
| Baron Adolph Bentinck                             | Pays-Bas                                          | 1956–1958                                         |                                                   |
| Alberico Casardi                                  | Italie                                            | 1958–1962                                         |                                                   |
| Guido Colonna di Paliano                          | Italie                                            | 1962–1964                                         |                                                   |
| James A. Roberts                                  | Canada                                            | 1964–1968                                         |                                                   |
| Osman Olcay                                       | Turquie                                           | 1969–1971                                         |                                                   |
| Paolo Pansa Cedronio                              | Italie                                            | 1971–1978                                         |                                                   |
| Rinaldo Petrignani                                | Italie                                            | 1978–1981                                         |                                                   |
| Eric da Rin                                       | Italie                                            | 1981–1985                                         |                                                   |
| Marcello Guidi                                    | Italie                                            | 1985–1989                                         |                                                   |
| Amedeo de Franchis                                | Italie                                            | 1989–1994                                         |                                                   |
| Sergio Balanzino                                  | Italie                                            | 1994–2001                                         |                                                   |
| Alessandro Minuto-Rizzo                           | Italie                                            | 2001–2007                                         |                                                   |
| Claudio Bisogniero                                | Italie                                            | 2007–2012                                         |                                                   |
| Alexander Vershbow (en)                           | États-Unis                                        | 2012–2016                                         |                                                   |
| Rose Gottemoeller                                 | États-Unis                                        | 2016–2019                                         |                                                   |
| Mircea Geoană                                     | Roumanie                                          | 2019-2024                                         |                                                   |
| Radmila Šekerinska                                | Macédoine du Nord                                 | depuis 2024                                       |                                                   |